# Athetis tristicta
Athetis tristicta là một loài bướm đêm trong họ Noctuidae.